# Liste der Bodendenkmale in Steigra
In der Liste der Bodendenkmale in Steigra sind alle Bodendenkmale der Gemeinde Steigra und ihrer Ortsteile aufgelistet. Grundlage ist die Veröffentlichung der Landesdenkmalliste mit Stand vom 25. Februar 2016.  Die Baudenkmale sind in der Liste der Kulturdenkmale in Steigra aufgeführt.
| Denkmal-ID | Fundart             | Ortsteil   | Bezeichnung                                | Zeitstellung | Lage                                                                    | Bemerkungen                                                       | Bild |
| ---------- | ------------------- | ---------- | ------------------------------------------ | ------------ | ----------------------------------------------------------------------- | ----------------------------------------------------------------- | ---- |
| 428300310  | Grabmal > Grabhügel | Steigra    | Grabhügel „Hahnenberg“                     | Neolithikum  | 0,8 km nordwestlich vom Ort, am Steilhang (Lage)                        | Grabhügel mit leicht ovaler Form                                  |      |
| 428300309  | Grabmal > Grabhügel | Steigra    | Grabhügel mit ‚Trojaburg‘ (Rasenlabyrinth) | Neolithikum  | nördlicher Ortsrand an der F180 (Lage)                                  | rekonstruierter Grabhügel, gepflegter Zustand der gesamten Anlage |      |
| 428300295  | Grabmal > Grabhügel | Albersroda | Grabhügel                                  | Neolithikum  | 1,5 km nordöstlich vom Ort im „Müchelholz“ (Müchelner Kalktäler) (Lage) | starke Störung durch Tierbau                                      |      |